# Cicloférico
Cicloférico es una vía diseñada para el uso de bicicletas que recorre todo una ciudad generando un circuito para que los usuarios puedan desplazarse de manera segura por toda la entidad. 

Además de que los cicloféricos fomentan el uso de medios de transporte ecológicos al proveer una solución entera de transporte alternativo para todo una ciudad. 

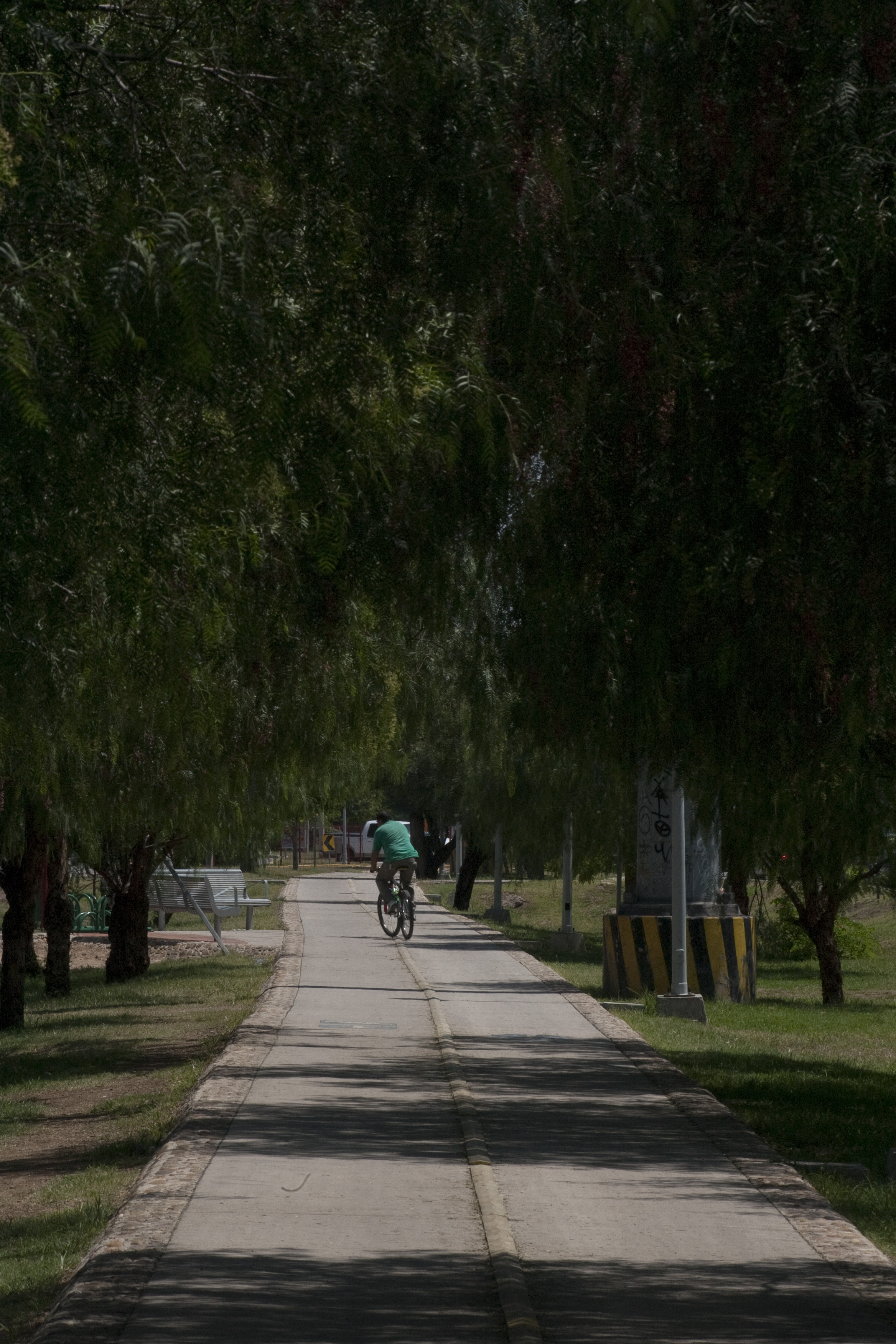
Las ciclovías en León, Guanajuato son las primeras en el mundo en formar un cicloférico.

## Cicloférico en León (Guanajuato)
León es líder en Latinoamérica en materia de kilómetros de vías exclusivas para ciclistas y al final de la presente administración pública municipal (2009-2012) la ciudad tendrá una verdadera red de ciclovías interconectadas con el Sistema Integral de Transporte público (SIT) y con buena parte de los polos comerciales, recreativos y de servicios en el Municipio. 

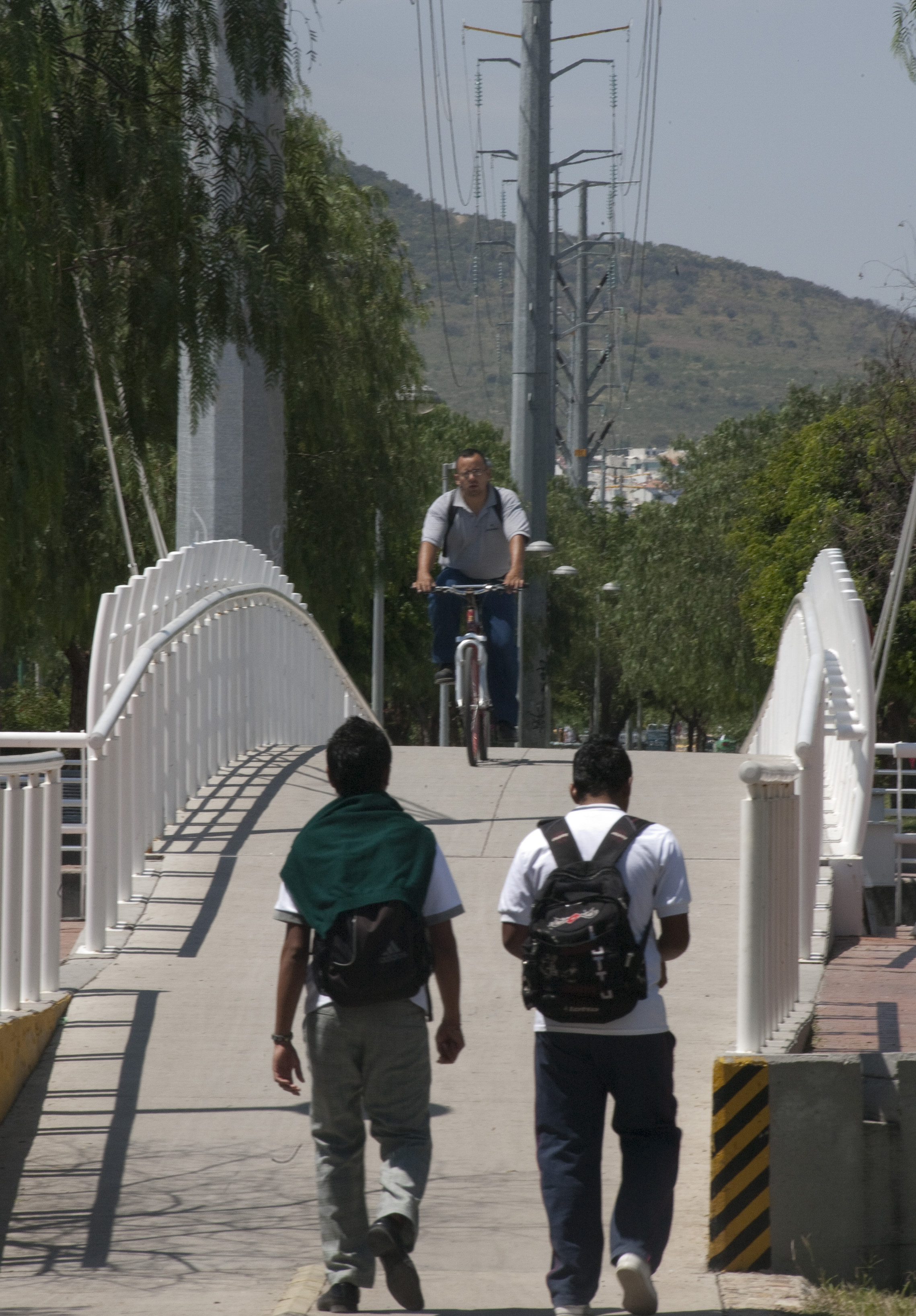
Con la ayuda de los cicloféricos se reducen las emisiones de CO2 al ambiente.

La máxima expresión de esta estrategia de movilidad es el cicloférico que unirá -mediante ciclovías de concreto hidráulico-, a las universidades de La Salle Bajío y la Ibero León. En el camino entre ambas están los centros comerciales Plaza Mayor, Galería Las Torres, Plaza Maravillas y la Preparatoria de la Salle. 
De esta larga ruta se desprenderán extensiones al Parque Metropolitano, Zoológico, el Instituto América y el Lux, a la vez que se aprovechará la ciclovía que ya pasa por los colegios Hidalgo y Constancia y Trabajo. También se unirá al Cicloférico con la Estación de Transferencia de San Jerónimo, donde ya hay bici-estacionamiento.

Al inicio de la administración local 2009-2012 de León, Guanajuato existían 57.3 kilómetros de ciclovías de acuerdo al Instituto Municipal de Planeación (IMPLAN). Actualmente suman 64 kilómetros, pero al final del gobierno del presente alcalde Ricardo Sheffield (octubre de 2012), habrá 87 kilómetros de ciclovías. 

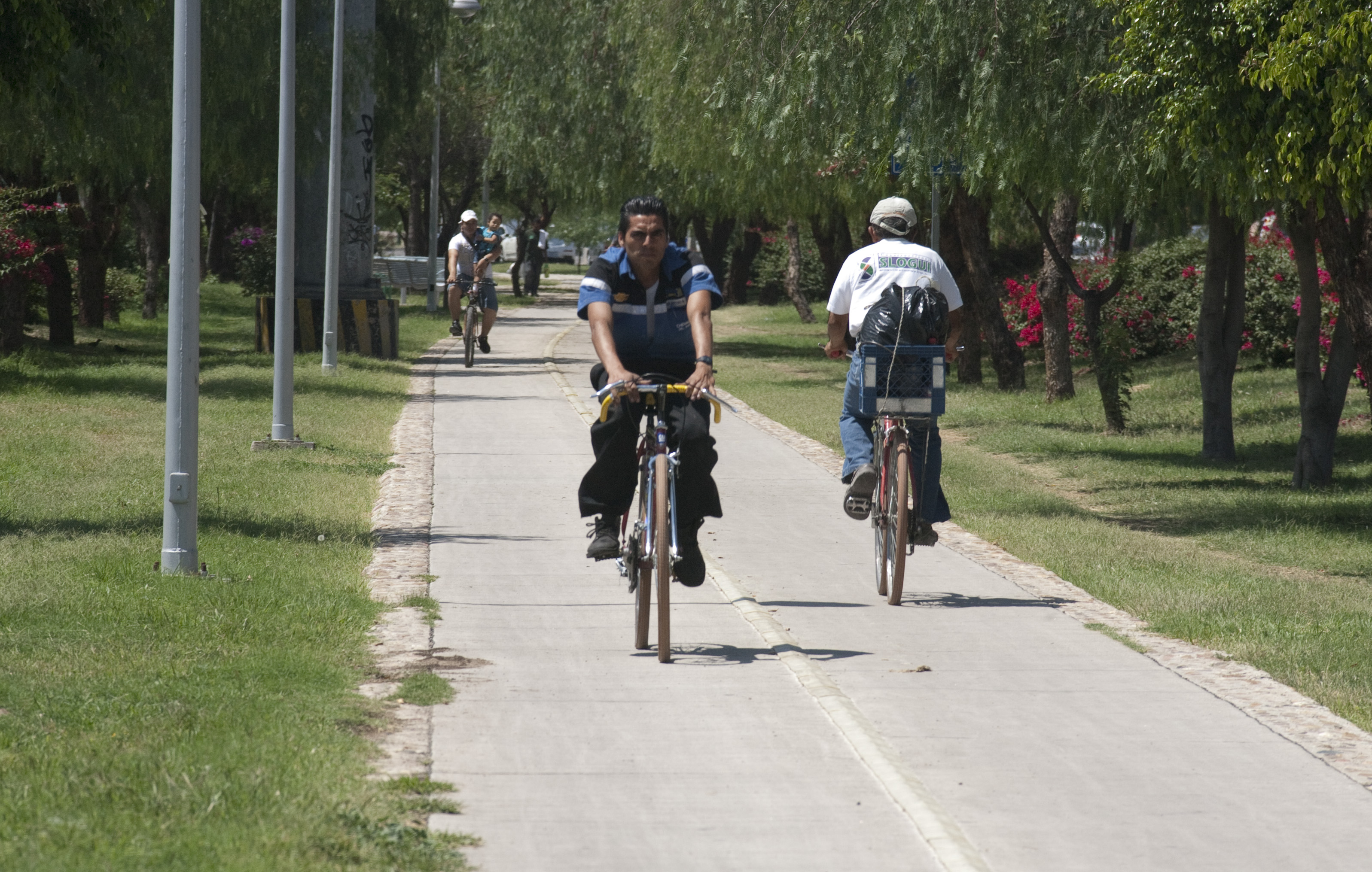
“El Cicloférico es una nueva estrategia de movilidad que propone el alcalde Ricardo Sheffield para conectar lugares de trabajo, centros de esparcimiento, escuelas, centros comerciales y centros recreativos”, según definió el director de Obras Públicas de León, Mario Ontiveros

Las actuales ciclovías de la ciudad se dividen en tres categorías:
- Las de primera son aquellas que se construyen de concreto hidráulico y con la señalización y semaforización correspondiente. Así son las ciclovías que corren por los bulevares Morelos, Las Torres (incluida la parte que conforma el Eje Metropolitano) y la parte nueva del bulevar Delta que parte justamente de Las Torres.
- Otro grupo lo conforman las primeras ciclovías de asfalto que se construyeran hace más de 10 años (bulevares Campestre, La Luz y Torres Landa).
- La tercera categoría de las ciclovías son las rutas ciclistas, que son los pasos que están delimitados por boyas y sirven principalmente para enlazar o incorporar ciclistas a las principales rutas de ciclovías. Así se hará en breve sobre el bulevar Clouthier para unir a Las Torres con el Morelos.

Para concluir esta primera red de ciclovías es necesario a su vez que se terminen los cuatro puentes vehiculares de la Vía Bicentenario que se construyen en los cruces del bulevar Morelos con los bulevares Vicente Valtierra y Jorge Vértiz; La Luz, Ibarrilla y Manuel Clouthier. 

El Cicloférico estará debidamente concluido cuando entre en funciones el puente de la Vía Bicentenario en el cruce de Valtierra y Vértiz, lo cual será hasta abril del 2012. 

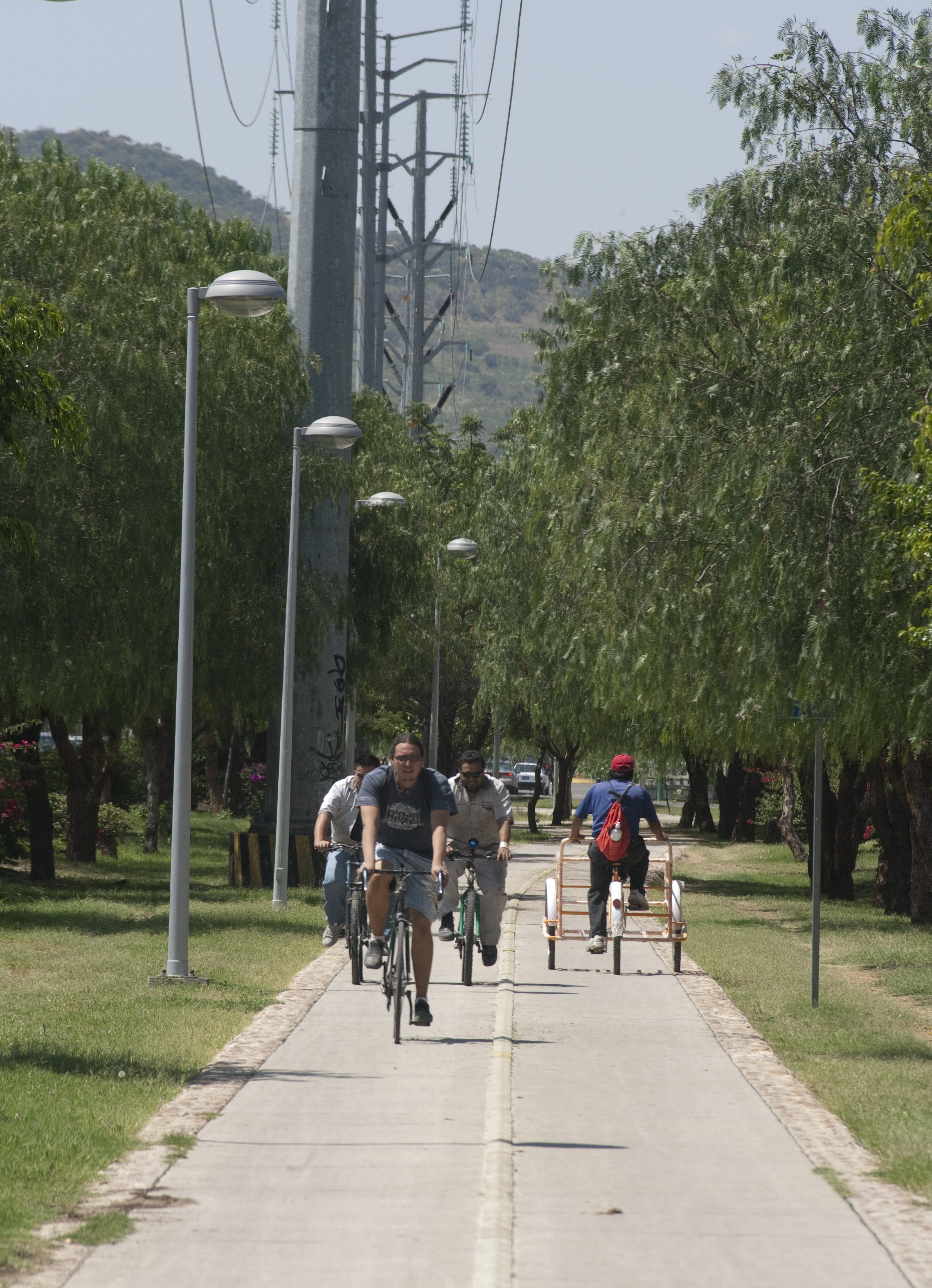
Los cicloféricos son parte de una iniciativa que impulsa el transporte alternativo.